# Dale Dye
Pour les articles homonymes, voir Dye.
Dale Dye, né le 8 octobre 1944 à Cap Girardeau (Missouri) est un ancien militaire américain ayant servi entre autres au Viet Nam et au Liban, devenu par la suite conseiller technique pour le cinéma, acteur et auteur.

## Biographie

### Jeunesse
Dale Dye naît à Cape Girardeau, dans le Missouri, de Dale Adam Dye et Della Grace (née Koehler) Dye. Son père, un vendeur d'alcool dans et autour de Saint-Louis, le prenait avec lui pendant qu'il visitait des tavernes ouvrières. Là, le jeune Dale entendit des histoires de guerre racontées par des anciens combattants de la Seconde Guerre mondiale. Une histoire particulière sur les combats d'homme à homme racontée par un Marine, qui dit qu'il avait combattu dans le théâtre du Pacifique, arrêta l'attention de Dale. Cette nuit-là, il chercha des informations sur la bataille d'Iwo Jima et se décida à devenir Marine.
Il fait ses études à l'Académie militaire St. Joseph de Chicago et à la Missouri Military Academy (en) à Mexico, dans le Missouri.

### Carrière artistique
Après avoir démissionné de l'armée, il devient conseiller technique pour différents films de guerre (Platoon, Outrages, etc.) ou même certaines séries ou films nécessitant des combats (Band of Brothers). Il est aussi consultant sur certains jeux vidéo comme Brothers in Arms ou Medal of Honor.
Au fur et à mesure, il accepte des petits rôles dans les films et des séries pour lesquels il est consultant, comme Il faut sauver le soldat Ryan où il interprète un colonel au département de la Guerre, Frères d'armes où il joue le colonel Robert Sink, etc.
On le retrouve ensuite dans la dernière série de Steven Spielberg, Falling Skies.

## Filmographie

### Cinéma
- 1986 : Platoon d'Oliver Stone : le capitaine Harris
- 1986 :  La Bête de guerre de Kevin Reynolds : mitrailleur de l'hélicoptère
- 1989 : Always de Steven Spielberg : Don
- 1989 : Outrages de Brian De Palma : capitaine Hill
- 1989 : La Nuit du sérail (The Favorite) de Jack Smight
- 1990 : Fire Birds de David Green (en) : A.K. McNeil
- 1991 : JFK d'Oliver Stone : général « Y »
- 1992 : Piège en haute mer de Andrew Davis : capitaine Nick Garza
- 1994 : Les Maîtres du monde de Stuart Orme : Brande
- 1995 : Alerte ! de Wolfgang Petersen : lieutenant-colonel Briggs
- 1995 : Piège à grande vitesse : capitaine Nick Garza
- 1996 : Mission Impossible de Brian De Palma : Frank Barnes
- 1998 : Il faut sauver le soldat Ryan de Steven Spielberg : colonel du département militaire
- 2000 : L'Enfer du devoir de William Friedkin : le major-général Perry
- 2001 : Spy Game : Jeu d'espions de Tony Scott : commandant Wiley
- 2005 : Le Grand Raid de John Dahl : général Walter Krueger
- 2010 : Night and Day de James Mangold : Frank Jenkins
- 2011 : Il n'est jamais trop tard de Tom Hanks : Cox
- 2016 : Sniper: Special Ops (en) de Fred Olen Ray : lieutenant-colonel Jackson
- 2017 : The Green Ghost de Michael D. Olmos : général Moorland
- 2019 : The Last Full Measure de Todd Robinson : Holt
- 2023 : L'Affaire de la mutinerie du Caine (The Caine Mutiny Court-Martial) de William Friedkin : vice-amiral R.T. Dewey

### Télévision
- 1996 : Within the Rock
- 1997 : Rough Riders : Leonard Wood
- 2001 : Band of Brothers : colonel Robert « Bob » Sink
- 2005 : Commander in Chief
- 2011 : Falling Skies

## Publications
- Captain Dale Dye et Dr. Julia Dye, Code Word : Geronimo, San Diego, California, IDW Publishing, 2011, 74 p. (ISBN 978-1-61377-097-9, lire en ligne)
- Dale Dye, Conduct Unbecoming, New York, Berkley Publishing Group, 1992, paperback éd., 259 p. (ISBN 0-425-13236-6)
- Dale A. Dye, Beirut File, North Hills, California, Warriors Publishing Group, coll. « Shake Davis Series », 2013, paperback éd. (ISBN 978-0-9897983-0-3)
- Dale A. Dye, Chosin File, North Hills, California, Warriors Publishing Group, coll. « Shake Davis Series », 2012, paperback éd., 260 p. (ISBN 978-0-9853388-0-0)
- Dale A. Dye, Contra File, North Hills, California, Warriors Publishing Group, coll. « Shake Davis Series », 2014, paperback éd. (ISBN 978-0-9897983-4-1)
- Dale A. Dye, Laos File, North Hills, California, Warriors Publishing Group, coll. « Shake Davis Series », 2008, paperback éd., 280 p. (ISBN 978-0-9821670-0-7)
- Dale A. Dye, Outrage : Author’s Preferred Edition, North Hills, California, Warriors Publishing Group, 2013, paperback éd. (ISBN 978-0-9853388-5-5)
- Dale A. Dye, Peleliu File, North Hills, California, Warriors Publishing Group, coll. « Shake Davis Series », 2010, paperback éd. (ISBN 978-0-9821670-1-4)
- Dale A. Dye, Platoon, New York, Charter Books, 1986 (ISBN 1-121-56064-4)
- Dale A. Dye, Run Between the Raindrops : Author's Preferred Edition, North Hills, California, Warriors Publishing Group, 1985, paperback éd., 237 p. (ISBN 978-0-9897983-7-2)
- Dale A. Dye et Tom Laemlein, Small Arms of the Vietnam War : A Photographic Study, North Hills, California, Warriors Publishing Group, 2015 (ISBN 978-0-9861955-1-8)

## Décorations
|                                         |                                         |                                         |  |  |  |
| V                                       | Gold star · Gold star                   |                                         |  |  |  |
|                                         | V · Gold star                           | V                                       |  |  |  |
| Gold star                               | Bronze star · Bronze star · Bronze star |                                         |  |  |  |
|                                         |                                         | Bronze star · Bronze star · Bronze star |  |  |  |
|                                         | Bronze star · Bronze star               |                                         |  |  |  |
|                                         |                                         |                                         |  |  |  |
|                                         |                                         |                                         |  |  |  |
| Bronze star · Bronze star · Bronze star | Bronze star                             | Bronze star                             |  |  |  |
|                                         |                                         |                                         |  |  |  |

| Marine Corps Parachutist Badge                                                  |                                                                                 |                                                                                 |                                                                                 |                                                                                 |                                                                          |                                                                          |                                                                          |                                                                          |                                                                          |
| Bronze Star Avec "V" Device                                                     | Bronze Star Avec "V" Device                                                     | Bronze Star Avec "V" Device                                                     | Purple Heart Avec deux étoiles d'or                                             | Purple Heart Avec deux étoiles d'or                                             | Purple Heart Avec deux étoiles d'or                                      | Meritorious Service Medal                                                | Meritorious Service Medal                                                | Meritorious Service Medal                                                |                                                                          |
| Joint Service Commendation Medal                                                | Joint Service Commendation Medal                                                | Joint Service Commendation Medal                                                | Marines Commendation Medal Avec "V" Device et une étoile d'or                   | Marines Commendation Medal Avec "V" Device et une étoile d'or                   | Marines Commendation Medal Avec "V" Device et une étoile d'or            | Marines Achievement Medal Avec "V" Device                                | Marines Achievement Medal Avec "V" Device                                | Marines Achievement Medal Avec "V" Device                                |                                                                          |
| Combat Action Ribbon Avec une étoile d'or                                       | Combat Action Ribbon Avec une étoile d'or                                       | Combat Action Ribbon Avec une étoile d'or                                       | Marines Good Conduct Medal Avec trois étoiles de bronze                         | Marines Good Conduct Medal Avec trois étoiles de bronze                         | Marines Good Conduct Medal Avec trois étoiles de bronze                  | Marine Corps Expeditionary Medal                                         | Marine Corps Expeditionary Medal                                         | Marine Corps Expeditionary Medal                                         |                                                                          |
| National Defense Service Medal                                                  | National Defense Service Medal                                                  | National Defense Service Medal                                                  | Armed Forces Expeditionary Medal                                                | Armed Forces Expeditionary Medal                                                | Armed Forces Expeditionary Medal                                         | Vietnam Service Medal Avec trois étoiles de bronze                       | Vietnam Service Medal Avec trois étoiles de bronze                       | Vietnam Service Medal Avec trois étoiles de bronze                       |                                                                          |
| Humanitarian Service Medal                                                      | Humanitarian Service Medal                                                      | Humanitarian Service Medal                                                      | Sea Service Deployment Ribbon Avec deux étoiles de bronze                       | Sea Service Deployment Ribbon Avec deux étoiles de bronze                       | Sea Service Deployment Ribbon Avec deux étoiles de bronze                | Marines Overseas Service Ribbon                                          | Marines Overseas Service Ribbon                                          | Marines Overseas Service Ribbon                                          |                                                                          |
| Staff Service Medal (en) (Viêt Nam)                                             | Staff Service Medal (en) (Viêt Nam)                                             | Staff Service Medal (en) (Viêt Nam)                                             | Staff Service Medal (en) (Viêt Nam)                                             | Staff Service Medal (en) (Viêt Nam)                                             | Vietnam Campaign Medal (Viêt Nam)                                        | Vietnam Campaign Medal (Viêt Nam)                                        | Vietnam Campaign Medal (Viêt Nam)                                        | Vietnam Campaign Medal (Viêt Nam)                                        | Vietnam Campaign Medal (Viêt Nam)                                        |
| Navy Presidential Unit Citation Avec trois étoiles de bronze                    | Navy Presidential Unit Citation Avec trois étoiles de bronze                    | Navy Presidential Unit Citation Avec trois étoiles de bronze                    | Navy Unit Commendation Avec une étoile de bronze                                | Navy Unit Commendation Avec une étoile de bronze                                | Navy Unit Commendation Avec une étoile de bronze                         | Meritorious Unit Commendation Avec une étoile de bronze                  | Meritorious Unit Commendation Avec une étoile de bronze                  | Meritorious Unit Commendation Avec une étoile de bronze                  |                                                                          |
| Viêt Nam Meritorious Unit Citation (Gallantry Cross) (en) Avec palme (Viêt Nam) | Viêt Nam Meritorious Unit Citation (Gallantry Cross) (en) Avec palme (Viêt Nam) | Viêt Nam Meritorious Unit Citation (Gallantry Cross) (en) Avec palme (Viêt Nam) | Viêt Nam Meritorious Unit Citation (Gallantry Cross) (en) Avec palme (Viêt Nam) | Viêt Nam Meritorious Unit Citation (Gallantry Cross) (en) Avec palme (Viêt Nam) | Viêt Nam Meritorious Unit Citation (Civil Actions Medal) (en) (Viêt Nam) | Viêt Nam Meritorious Unit Citation (Civil Actions Medal) (en) (Viêt Nam) | Viêt Nam Meritorious Unit Citation (Civil Actions Medal) (en) (Viêt Nam) | Viêt Nam Meritorious Unit Citation (Civil Actions Medal) (en) (Viêt Nam) | Viêt Nam Meritorious Unit Citation (Civil Actions Medal) (en) (Viêt Nam) |